# ケーブルカー (カクテル)
ケーブルカー（英語: Cable Car）は、1996年にサンフランシスコでトニー・アバウーガニム（Tony Abou-Ganim）が創作したカクテル。サイドカーのバリエーションである。
レシピにはバリエーションがあるが、キャプテン・モルガンのスパイストラム、オレンジキュラソー、レモンジュースをシェイクし、グラスの縁にシナモンシュガーをまぶす。